# Restrepia schizosepala
Restrepia schizosepala é uma espécie de orquídea (Orchidaceae) originária dos Andes.